# Friedrich Wilhelm Schnurr
Friedrich Wilhelm Schnurr (* 21. Januar 1929 in Göttingen; † 14. Juni 2017) war ein deutscher Pianist, Hochschullehrer und Hochschulrektor.

## Leben und Wirken
Schnurr erhielt seinen ersten Klavierunterricht im Alter von sieben Jahren. Das Abitur legte er am Evangelisch Stiftischen Gymnasium Gütersloh ab. Er studierte unter anderem bei Hans Richter-Haaser an der Nordwestdeutschen Musikakademie in Detmold und schloss es 1953 mit dem Konzertexamen mit Auszeichnung ab. Außerdem absolvierte er Meisterkurse bei Alfred Cortot in Lausanne und bei Wilhelm Kempff in Positano.
Schnurr konzertierte international in Europa sowie in Amerika, Afrika, im fernen Osten und insbesondere in Japan, wo er von 1986 bis 2000 häufig auftrat. Ab 1957 lehrte er an der Hochschule für Musik in Detmold, ab 1965 als Professor für Klavier. 1971 wurde er zum Leiter des Seminars für Musikerziehung ernannt. Ab 1972 war er erst stellvertretender Direktor und ab 1982 bis 1993 Rektor der Hochschule. 1997 emeritierte er aus Altersgründen, gab aber bis 2017 Meisterkurse.
Zu seinen Schülern gehörten Rudolf Innig und Helmut Schröder.

## Auszeichnungen
- 1959: 1. Preis beim Internationalen Musikwettbewerb der ARD in München
- 1982: Ehrenmitglied der JPTA (Japanese Piano Teachers Association)
- 2010: Ehrensenator des Senats der Hochschule für Musik Detmold